# Jaroslav Košnar
Jaroslav Košnar est un footballeur tchécoslovaque né le 17 août 1930 et mort le 21 avril 1985. Il évoluait au poste d'attaquant.

## Biographie

### Joueur
Jaroslav Košnar reçoit deux sélections en équipe de Tchécoslovaquie entre 1953 et 1954.
Il joue un match contre la Bulgarie le 8 novembre 1953 puis un autre contre la Hongrie le 24 octobre 1954.
Il fait partie du groupe tchécoslovaque lors de la Coupe du monde 1954 (sans jouer de matchs lors de cette compétition).

## Carrière
- Cervena hviezda Bratislava